# Шварц, Ханан Исаакович
Ханан Исаакович Шварц (26 марта 1909, Сморгонь — 11 марта 1967, Кишинёв) — советский юрист, правовед, доктор юридических наук (1956), профессор (1957).

## Биография
В 1938 году защитил диссертацию на соискание учёной степени кандидата юридических наук. Защита диссертации проходила в Московском юридическом институте.
В 1938—1941 годах — заведующий кафедрой гражданского права Саратовского юридического института.
Был призван на фронт 14 августа 1941 года, с февраля по июнь 1942 года был председателем военного трибунала стрелковой бригады и членом военного трибунала Северо-Западного фронта, с июля 1942 по январь 1943 года — инспектор Главного Управления военного трибунала КА и ВМФ, с февраля по октябрь 1943 года — член военного трибунала 7 отдельной армии Волховского фронта, с сентября 1943 по июль 1944 года — член военного трибунала Южного фронта. С августа 1944 года — на 3-м Украинском фронте, с января 1944 года по август 1945 года — член военного трибунала 4-й Гвардейской армии. Демобилизован 27 августа 1945 года в звании гвардии майора юстиции. Награждён орденом Красной Звезды (1945), медалями.
Диссертацию доктора юридических наук по теме «Договоры автомобильной перевозки по советскому гражданскому праву» защитил в 1955 году. До 1957 года — доцент кафедры советского гражданского права Всесоюзного юридического заочного института, затем профессор и в 1959—1967 годах — заведующий кафедрой гражданского и процессуального права юридического факультета Кишинёвского государственного университета.
Х. И. Шварц — один из первых в СССР исследователей правовых вопросов автомобильных перевозок и охраны окружающей среды. Автор монографий «Договор автомобильной перевозки» (1955), «Правовая охрана природы Молдавии» (1964), «Правовое регулирование перевозок на автомобильном транспорте» (1966), один из авторов учебника «Советское гражданское право» (1955, 1965). Ряд публикаций посвящён исследованию вопросов правового регулирования работы автомобильного транспорта, договорным институтам автотранспортного права, транспортно-экспедиционным операциям при автомобильных перевозках.
Похоронен на Центральном (Армянском) кладбище в Кишинёве.

## Монографии
- Значение вины в обязательствах из причинения вреда. М.: Юридическое издательство Народного комиссариата юстиции СССР, 1939. — 64 с.
- Обязательства из причинения вреда. М.: ВЮЗИ, 1954. — 40 с.
- Договор автомобильной перевозки. М.: Государственное издательство юридической литературы, 1955. — 200 с.
- Советское государственное право (с В. Г. Вердниковым, Н. А. Безрук, Ю. С. Червоным). Учебное пособие для студентов вузов. В 2-х томах. М.: 1955 и 1960. — 220 с. и 560 с.
- Природоохранительное законодательство Молдавской ССР. // Охрана природы Молдавии. Вып. 1. — 1960.
- Правовая охрана природы Молдавии: очерки природоохранительного права (с Ю. И. Тютекиным). Кишинёв: Картя молдовеняскэ, 1964. — 296 с.
- Правовое регулирование перевозок на автомобильном транспорте. М.: Юридическая литература, 1966. — 264 с.

## Статьи
- О регулировании автомобильных перевозок грузов в советском праве // Советское государство и право. № 1. — 1955. — 30—37.
- Договор централизованной перевозки грузов автомобильным транспортом и его народнохозяйственное значение // Советское государство и право. № 3. — 1956. — 114—120.
- Основные вопросы борьбы с хулиганством // Советское государство и право. № 3. — 1956. — 103—113.
- О системе транспортного права и его источников // Учёные записки Кишинёвского университета. — 1964. — 28—35.

### Биография
- Боршевский А. Местные евреи-юристы: XIX—XX века // Сборник научных трудов института иудаики: вып. III : сборник. — Кишинёв, 2013. — С. 83—93.

### Критика
- Фрейдман З. М., Чирков Б. И. Х. И. Шварц. Договор автомобильной перевозки, Госюриздат, М. 1955, 200 с. (Рецензия) // Советское государство и право : журнал. — 1956. — № 9. — С. 136—139.
- Городецкий Б. Н., Хайдас Г. И. Х. И. Шварц. Договор автомобильной перевозки, Госюриздат, М. 1955, 200 с. (Рецензия) // Советское государство и право : журнал. — 1956. — № 9. — С. 139—141.
- Черепахин Б. Б. Первое монографическое исследование договора автомобильной перевозки // Вестник Ленинградского университета. Экономика. Философия. Право : журнал. — 1957. — № 11. — С. 190—193.
- Черепахин Б. Б. X. И. Шварц. Правовое регулирование перевозок на автомобильном транспорте М., Изд. «Юридическая литература», 1966, 262 стр.: (Рецензия) // Правоведение : журнал. — 1967. — № 1. — С. 132—135.